# Bannahalli, Maddur
Bannahalli là một làng thuộc tehsil Maddur, huyện Mandya, bang Karnataka, Ấn Độ.